# Isle of Thanet
Die Isle of Thanet [aɪ̯l ɒv ˈθænɪt] ist ein Gebiet im Nordosten von Kent im Südosten Englands, das ehemals durch den Wantsum-Kanal (Wantsum Channel) vom Festland getrennt war. Die erste Brücke über den Kanal wurde 1485 in Sarre gebaut. Der Kanal versandete ab dem 15. Jahrhundert, sodass die Insel nur noch teilweise durch die kleineren Flüsse Wantsum und Stour vom Festland abgeschnitten ist. Auf Thanet liegen – neben einer Reihe weiterer Ortschaften – die meerseitigen Ortsteile von Margate, Ramsgate und Broadstairs. Manston liegt weiter ab von der Küste und war im Zweiten Weltkrieg ein bedeutendes Flugfeld der Royal Air Force, wurde als Verkehrslandeplatz unter dem Namen Kent International Airport ausgebaut und am 15. Mai 2014 wegen mangelnder Auslastung aus Kostengründen stillgelegt und geschlossen.
Aufgrund der Nähe zu Frankreich und damit dem kontinentalen Europa landeten im Jahr 55 v. Chr. die ersten römischen Invasoren auf Thanet. Sie erbauten in einer Bucht gegenüber der Insel das Lager Rutupiae und später am nördlichen Ende des Kanals die Befestigung Regulbium. Nach archäologischen Ergebnissen aus dem Jahr 2017 könnte Julius Cäsar bei der 2. Invasion im Jahr 54 v. Chr. in der auf Thanet befindlichen Pegwell Bay gelandet sein und dort ein Lager errichtet haben.

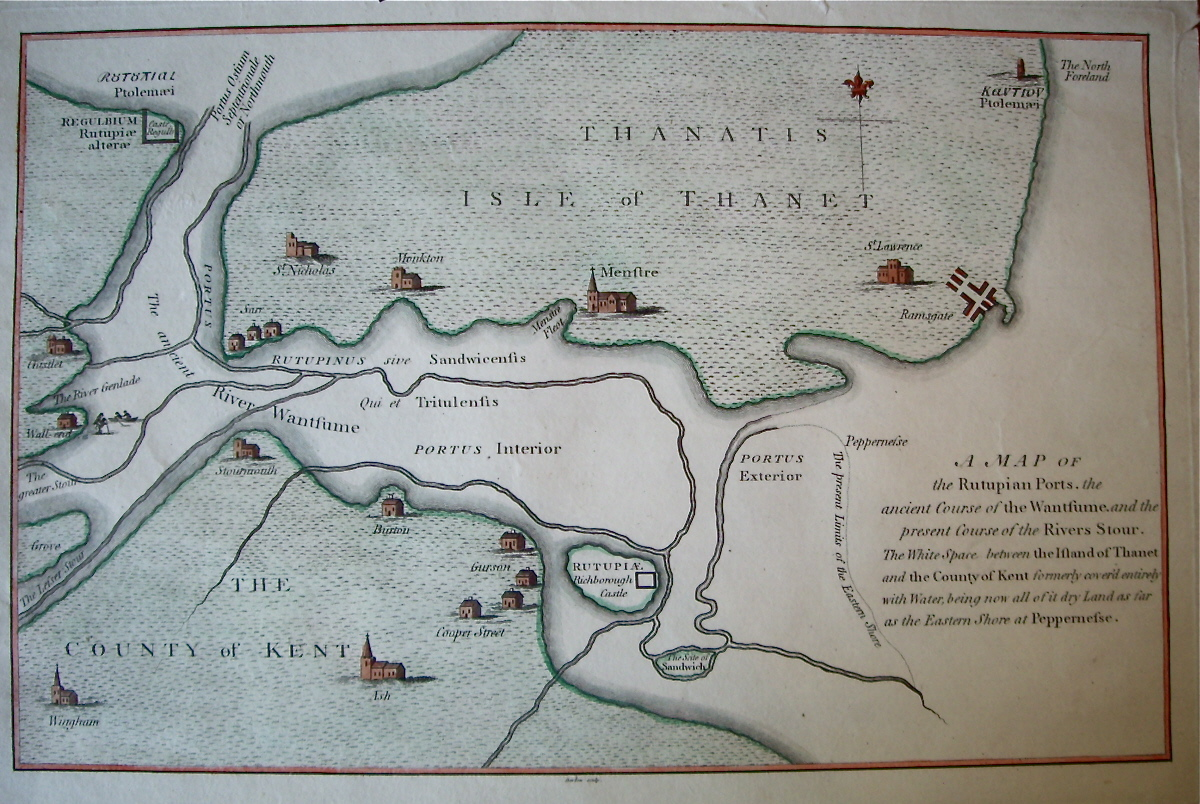
Isle of Thanet

Es war Thanet, das König Vortigern den Angelsachsen unter Hengest und Horsa als erstes Siedlungsgebiet zur Verfügung stellte, womit die angelsächsische Invasion im Jahr 449 n. Chr. ihren Anfang nahm. Gegen Ende des 5. Jahrhunderts war Thanet ein Teil des jütischen Königreichs Kent.
Von Augustinus von Canterbury wird gesagt, er sei in Ebbsfleet auf Thanet gelandet, bevor er damit begann, von Canterbury aus die britische Insel zu christianisieren. Die Wikinger überwinterten im 9. Jahrhundert zweimal auf Thanet, einmal 851 und dann wieder 864.
Administrativ gesehen bildet die Isle of Thanet seit 1974 den Distrikt Thanet.

## Das Gräberfeld
Auf der Isle of Thanet entdeckten Archäologen ein ungewöhnliches Gräberfeld an der Pegwell Bay. Die Begräbnisrituale und die Herkunft der Toten sind rätselhaft. Komplette Körpergräber, einzelne Knochen, manipulierte und bearbeitete Knochen von Menschen und Tieren wurden gefunden. Die ältesten Toten stammten aus der frühen Bronzezeit (2200–1500 v. Chr.), dann aus der Eisenzeit, manchmal mit langen Pausen dazwischen. Über 2000 Jahre später, noch im späten 7. Jahrhundert n. Chr., legten die Angelsachsen hier ihre Toten nieder.

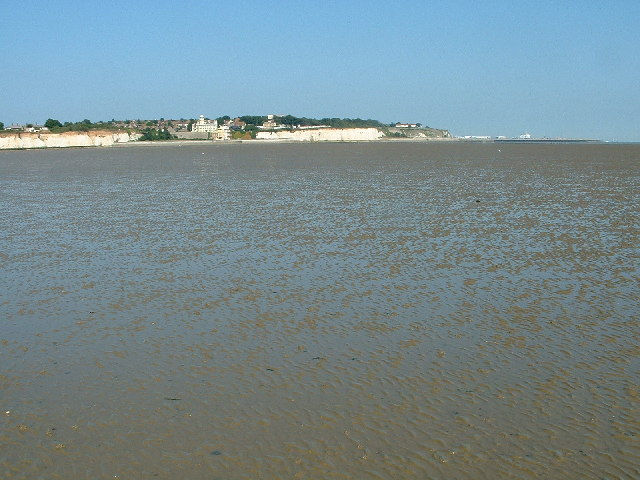
Die Küste der Pegwell Bay

Das Areal No. 2018 bestand aus mindestens 36 sich überschneidenden kleinen Gruben. Dreimal beschlossen die Menschen, hier ihre Toten niederzulegen: zum ersten Mal in der späten Bronzezeit (1100 bis 800 v. Chr.) sowie nach 300 Jahren Pause in der frühen und mittleren Eisenzeit (500–200 v. Chr.).
In der Grube Nr. 3666, die in der Bronzezeit angelegt wurde, fanden die Archäologen das komplette Skelett einer Frau, die im Alter von etwa 50 Jahren gestorben war. Da in der Bronzezeit die Leichenverbrennung praktiziert wurde, sind Körperbestattungen aus dieser Zeit selten. Todesursache waren Schlagmarken am Hinterkopf, die eine scharfe Waffe geschlagen hatte – wahrscheinlich ein Schwert. Spuren von einer Gegenwehr fehlen. Die Ausgräber glauben, dass sie als Menschenopfer starb. Die Frau hatte ein Stück Kreide in die linken Hand. Man bettete sie auf zwei gleich nach der Geburt geschlachteten Lämmern. Eine C14-Datierung ergab, dass die Lämmer bereits mindestens ein Jahr tot waren, als die Frau auf sie gelegt wurde. In ihrem Schoß lagen zwei weitere Lämmer. Mit im Grab lagen zwei Kinder, ein Mädchen im Teenageralter und ein erwachsener Mann. Sein Leichnam hatte wahrscheinlich einige Zeit gefesselt oder in einem Sack verschnürt überdauert, bevor er in die Grube Nr. 3666 gelangte. Auch die Schädel der Kinder wurden umgebettet, als sie schon teilverwest waren. Der Teenager ruhte auf dem Kopf einer Kuh. In den Erdschichten über den fünf Toten steckten weitere einzelne menschliche Knochen. Mysteriöserweise waren sie nicht jüngeren Datums, wie zu vermuten gewesen wäre. Sie stammten von älteren Toten, die man wieder ausgegraben hatte. Diese seltsamen Riten gingen nach dieser Bestattung noch fünf oder sechs Jahrhunderte weiter, aber Grube Nr. 3666 blieb der komplexeste Fund.
Eine Überraschung waren die Ergebnisse der Sauerstoff- und Strontiumisotopenanalyse der Zähne. Die Toten stammten nicht alle aus Britannien. Zu allen Zeiten waren Menschen aus Skandinavien und dem westlichen Mittelmeerraum hierher gekommen. Einige kamen nach Britannien, als sie zwischen drei und zwölf Jahren alt waren. Insgesamt konnten die Zähne von 23 Individuen genauer untersucht werden. Neun (40 %) waren Briten – fünf aus der späten Bronzezeit, vier aus der Eisenzeit. Acht (35 %) waren Skandinavier; vermutlich kamen sie aus Südnorwegen oder Westschweden. Zwei stammten aus der Bronze- und sechs aus der Eisenzeit. Die übrigen sechs (25 %) waren aus dem westmediterranen Raum nach Thanet gekommen – vier in der Bronze-, einer in der Eisenzeit.